# Lemboulas
Der Lemboulas ist ein 57 km langer rechter Nebenfluss des Tarn in der Region Okzitanien  im Süden von Frankreich.

## Flusslauf
Der Lemboulas entspringt im Regionalen Naturpark Causses du Quercy, im Gemeindegebiet von Lalbenque, entwässert generell in südwestlicher Richtung und mündet nach 57 Kilometern im Gemeindegebiet von Moissac als rechter Nebenfluss in den Tarn. Auf seinem Weg durchquert der Lemboulas die Départements Lot und Tarn-et-Garonne.

## Orte am Fluss
- Montdoumerc
- Montpezat-de-Quercy
- Molières
- Moissac